# Zetland, New South Wales

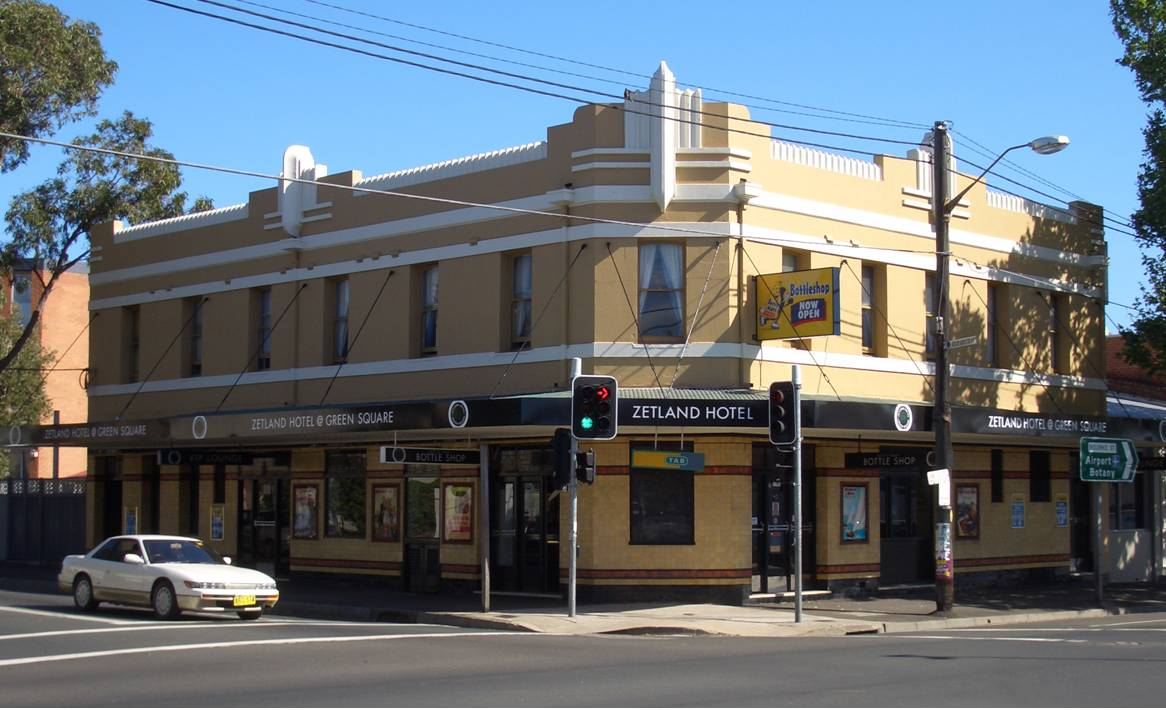
Hotel

Zetland este o suburbie în Sydney, Australia.